# Конголезское объединение за демократию
Конголезское объединение за демократию (РКД, от фр. Rassemblement congolais pour la democratie) — повстанческая группировка конголезских тутси (баньямуленге), основанная в августе 1998 года Эрнестом Вамба диа Вамба в результате отпочкования от Альянса демократических сил за освобождение Конго (АДФЛ). Явились инициаторами мятежа, спровоцировавшего Вторую конголезскую войну. Поддерживают тесные связи с правительством Руанды. 20 мая 1999 года в организации произошел раскол на РКД-Вамба (РКД-Кисангани) и собственно РКД-Илунга (РКД-Гома). Первая группировка переориентировалась на Уганду. Между группировками были столкновения. В годы войны отряды РКД контролируют восточные регионы ДР Конго (особенно Северное и Южное Киву, Маниема, Итури). После войны на выборах 2003 года РКД получило 94 места из 500 в Национальной Ассамблее, а лидер движения получил пост вице-президента.

## Лидеры РКД
- 1998—1999 Вамба диа Вамба, Эрнест
- 1999—2000 Эмиль Илунга
- 2000—2003 Онусумба, Адольф
- Руберва, Азария